# Szocialista Párt (Franciaország)
A Szocialista Párt (franciául: Parti socialiste, PS) egy franciaországi szociáldemokrata párt, mely a balközép vezető ereje. A PS a jelenlegi francia politika két legnagyobb pártjának egyike (a másik a jobbközép Unió egy Népi Mozgalomért [UMP]).

## Története
A pártot 1969-ben alapították az Alfortville-i Kongresszus során, amikor is a Munkások Internacionáléjának Francia Szekciója (SFIO) nevű pártba több kisebb is beleolvadt. A következő kongresszus során Alain Savary-t választották elnökké, akit elődje, Guy Mollet is támogatott. Ő egy úgynevezett ideológiai párbeszédet javasolt a kommunistákkal (akik akkoriban az egyik legnagyobb párt voltak Franciaországban).
Két évvel később (1971-ben) a François Mitterrand vezette Republikánus Intézmények Konvenciója (Convention des institutions républicaines) párt is csatlakozott az egyre erősödő szocialistákhoz. Mitterrand rövidesen legyőzte a Savary-Mollet-duót, s átvette a párt vezetését.
1972-ben aláírták az ún. "Közös Program"-ot a kommunistákkal és a radikális baloldaliakkal. Így történhetett meg, hogy a szocialisták 1974-ben már nagyon közel kerültek a győzelemhez: az elnökválasztás második fordulójában a szocialista jelölt (Mitterrand) a szavazatok 49,2%-át szerezte meg (jobboldali kihívója 50,8%-ot kapott).
1974 végén a párt néhány újabb taggal bővült: ők a baloldali kereszténydemokráciát és a nem-marxista csoportot erősítették.
Az 1977-es önkormányzati választások után nem tudták frissíteni a "Közös Program"-ot, ugyanis a kommunista Georges Marchais szerint a PS a jobboldal felé mozdult el.
A közvélemény-kutatások előrejelzéseinek ellenére a Baloldali Unió elvesztette az 1978-as parlamenti választásokat is, bár a szocialisták jobban teljesítettek, mint a kommunisták (ez 1936 óta nem fordult elő), így a baloldal vezető pártjává váltak.

Az 1981-es elnökválasztásra ismét François Mitterrandot jelölték, aki az Ötödik Köztársaság történetében először tudott győzni szocialistaként/baloldaliként. A nemzetgyűlésben - szintén először a történelemben - abszolút többséget szereztek. Az elsöprő győzelem természetesen a jobboldali pártok és a kommunisták kárára történt.
Mitterrand volt az utolsó megválasztott vezető Európában, aki még megpróbált szocialista-ihletésű reformokat végrehajtani (pl.: 110 Propositions pour la France). Jelentős államosítás kezdődött (többek között a bankszektorban, a biztosítási ágazatban, a védelmi iparágakban). A munkások bérét emelték, s a munkaidőt 39 órára csökkentették. A reformok közé tartozott többek között a halálbüntetés eltörlése és a szolidáris adó a gazdagok részére.
1986-ban a Szocialista Párt elvesztette többségét a nemzetgyűlésben, így kénytelen volt együttműködni a jobboldallal. Ennek ellenére 1988-ban ismét elnökké választották, ám kabinetjében már négy jobbközép miniszter is helyet kapott.
Mitterrand második elnöki ciklusában a külpolitikára és az európai integrációra fókuszált: népszavazást írt ki a maastrichti szerződés ratifikálásának érdekében. Az 1994-es EP-választás eredményeképpen a szocialisták delegálhatták a legtöbb francia képviselőt a testületbe. Közeledtek azonban az elnökválasztások, s a párt hatalmas válságba került ezen ügy kapcsán, ennek köszönhetően az 1995-ös választások eredményeképpen a jobboldali Jacques Chirac lett Franciaország elnöke.

A szocialisták szövetkeztek a kommunistákkal, a zöldekkel és a radikális baloldaliakkal, s így az 1997-es parlamenti választásokat megnyerték, így Lionel Jospin lett a miniszterelnök.
A 2002-es elnökválasztás során azonban olyan történt, ami még soha: az első forduló eredményeképpen a Szocialista Párt a harmadik helyre csúszott, így a második forduló az első két helyezett, Jacques Chirac és a szélsőjobboldali Jean-Marie Le Pen között zajlott.
A nagy szocialista visszatérésre 2004-ig kellett várni: a 22 régióból 20-ban átvették a vezetést (kivéve Elzászban és Korzikán, valamint négy tengerentúli területen is.
A 2007-es elnökválasztásra Ségolène Royalt jelölték, azonban a második fordulóban mindössze 46,94%-ot kapott, így a jobboldali Nicolas Sarkozy lett a francia elnök. Minthogy azonban a 2008-as önkormányzati választásokat is megnyerték a szocialisták, gőzerővel vetették bele magukat a következő elnökválasztásba. Kezdetben Dominique Strauss-Kahn volt a lehetséges jelölt, azonban szexbotránya miatt elvetették az ötletet, így került a képbe François Hollande, aki 51,64%-os szavazataránnyal lett Franciaország második szocialista elnöke 2012-ben.

## Elnökök
- Alain Savary (1969-1971)
- François Mitterrand (1971-1981)
- Lionel Jospin (1981-1988)
- Pierre Mauroy (1988-1992)
- Laurent Fabius (1992-1993)
- Michel Rocard (1993-1994)
- Henri Emmanuelli (1994-1995)
- Lionel Jospin (1995-1997)
- François Hollande (1997-2008)
- Martine Aubry (2008-2012)
- Harlem Désir (2012 óta)

## Választási eredmények

### Elnökválasztások
| Választási év | Jelölt              | Első forduló     | Első forduló | Első forduló | Második forduló  | Második forduló | Második forduló |
| Választási év | Jelölt              | Szavazatok száma | %            | Helyezés     | Szavazatok száma | %               | Helyezés        |
| ------------- | ------------------- | ---------------- | ------------ | ------------ | ---------------- | --------------- | --------------- |
| 1974          | François Mitterrand | 11,044,373       | 43.25        | 1.           | 12,971,604       | 49.19           | 2.              |
| 1981          | François Mitterrand | 7,505,960        | 25.85        | 2.           | 15,708,262       | 51.76           | 1.              |
| 1988          | François Mitterrand | 10,367,220       | 34.10        | 1.           | 16,704,279       | 54.02           | 1.              |
| 1995          | Lionel Jospin       | 7,097,786        | 23.30        | 1.           | 14,180,644       | 47.36           | 2.              |
| 2002          | Lionel Jospin       | 4,610,113        | 16.18        | 3.           |                  |                 |                 |
| 2007          | Ségolène Royal      | 9,500,112        | 25.87        | 2.           | 16,790,440       | 46.94           | 2.              |
| 2012          | François Hollande   | 10,272,705       | 28.63        | 1.           | 18,000,668       | 51.64           | 1.              |
| 2017          | Benoît Hamon        | 2,291,288        | 6.36         | 5.           |                  |                 |                 |

## Fordítás
- Ez a szócikk részben vagy egészben  a   Socialist Party (France) című angol Wikipédia-szócikk ezen változatának fordításán alapul.  Az eredeti cikk szerkesztőit annak laptörténete sorolja fel. Ez a jelzés csupán a megfogalmazás eredetét és a szerzői jogokat jelzi, nem szolgál a cikkben szereplő információk forrásmegjelöléseként.